# Villa Dosi Delfini
Villa Dosi Delfini è una villa barocca situata nei pressi del centro storico di Pontremoli, in località "I Chiosi". La villa è stata realizzata tra la fine del XVII secolo e l'inizio del XVIII.
L'edificio è stato commissionato e appartiene tuttora alla famiglia Dosi Delfini; l'interno è riccamente decorato con affreschi e opere d'arte provenienti da tutta Italia.
La villa fa parte dell'Associazione dei Castelli del Ducato di Parma, Piacenza e Pontremoli.

## Storia

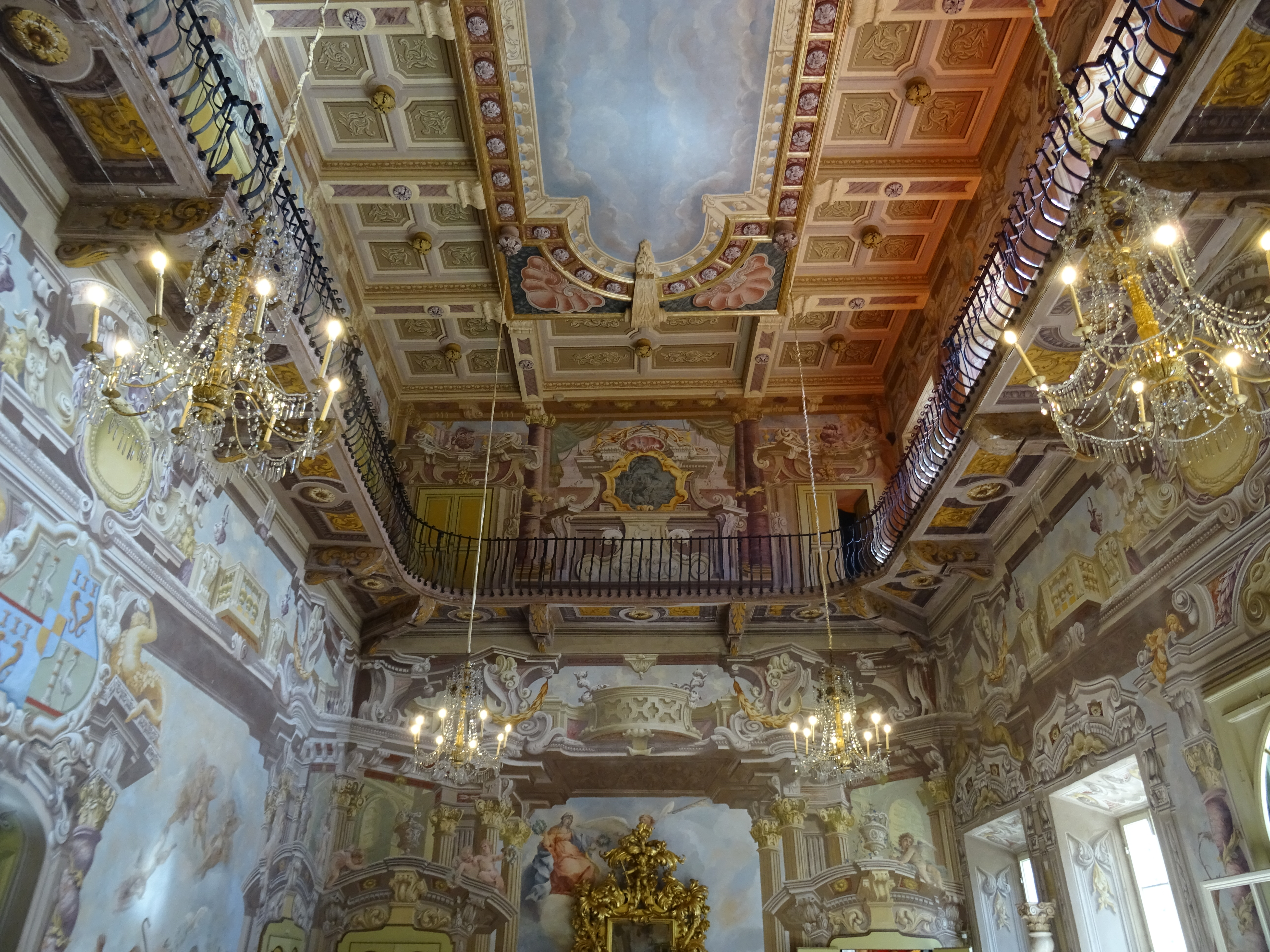
Vista del salone centrale

La storia della villa è strettamente connessa alla storia della famiglia. I Dosi Delfini arrivarono a Pontremoli dal pavese, originari di Belgioioso, e ben presto cominciarono ad operare in ambito commerciale, vista la posizione strategica della cittadina, ai piedi dell'Appennino tosco-emiliano, e l'apertura del porto di Livorno. 
La famiglia acquistò la tenuta dei Chiosi e avviò la costruzione di un imponente edificio, addossato al Monte Molinatico, poco distante dal Castello del Piagnaro, che domina il centro storico cittadino, per volontà dei fratelli Carlo e Francesco, figli di Nicolò Dosi. I due fratelli accolgono il visitatore con due busti ritratto, posizionati sopra la porta d'ingresso del salone pvvrincipale. 
L'idea e il progetto della villa sono legati soprattutto a Carlo Dosi, grande mecenate, uomo di cultura e appassionato di arte, architettura e giardini. Egli scelse di chiamare il quadraturista cremonese Francesco Natali e l'artista fiorentino Alessandro Gherardini, che decorarono il salone principale e lasciarono opere in tutta la città. 
La villa attirava l'attenzione dei contemporanei, tanto da ospitare il Duca di Parma Francesco Farnese nel 1714, di ritorno dal viaggio compiuto per accompagnare Elisabetta Farnese in sposa all'imperatore Filippo V di Spagna. Saranno proprio gli eredi dei Farnese, e in particolare Carlo Borbone, figlio di Elisabetta, a concedere ai Dosi Delfini il titolo di marchesi.
Alla morte di Carlo Dosi, l'attività di famiglia fu portata avanti dal figlio Giuseppe Antonio, che spostò gli interessi in città, dedicandosi alla costruzione e alla decorazione dell'attuale Palazzo Dosi Magnavacca, edificio di famiglia nel l centro storico pontremolese. 
Abbandonata e completamente saccheggiata in epoca napoleonica, la villa fu progressivamente recuperata a partire dal 1814. Lentamente, la famiglia riarredò la villa, cercando e ricomprando sul mercato antiquario i pezzi che erano andati perduti e in parte recuperandoli dalle altre proprietà. Durante  la seconda guerra mondiale, la villa fu teatro di ripetuti attacchi da parte delle forze alleate, con lo scopo di stanare un comando tedesco a controllo delle vicine gallerie ferroviarie. Di questi anni restano ancora le tracce.

## Descrizione

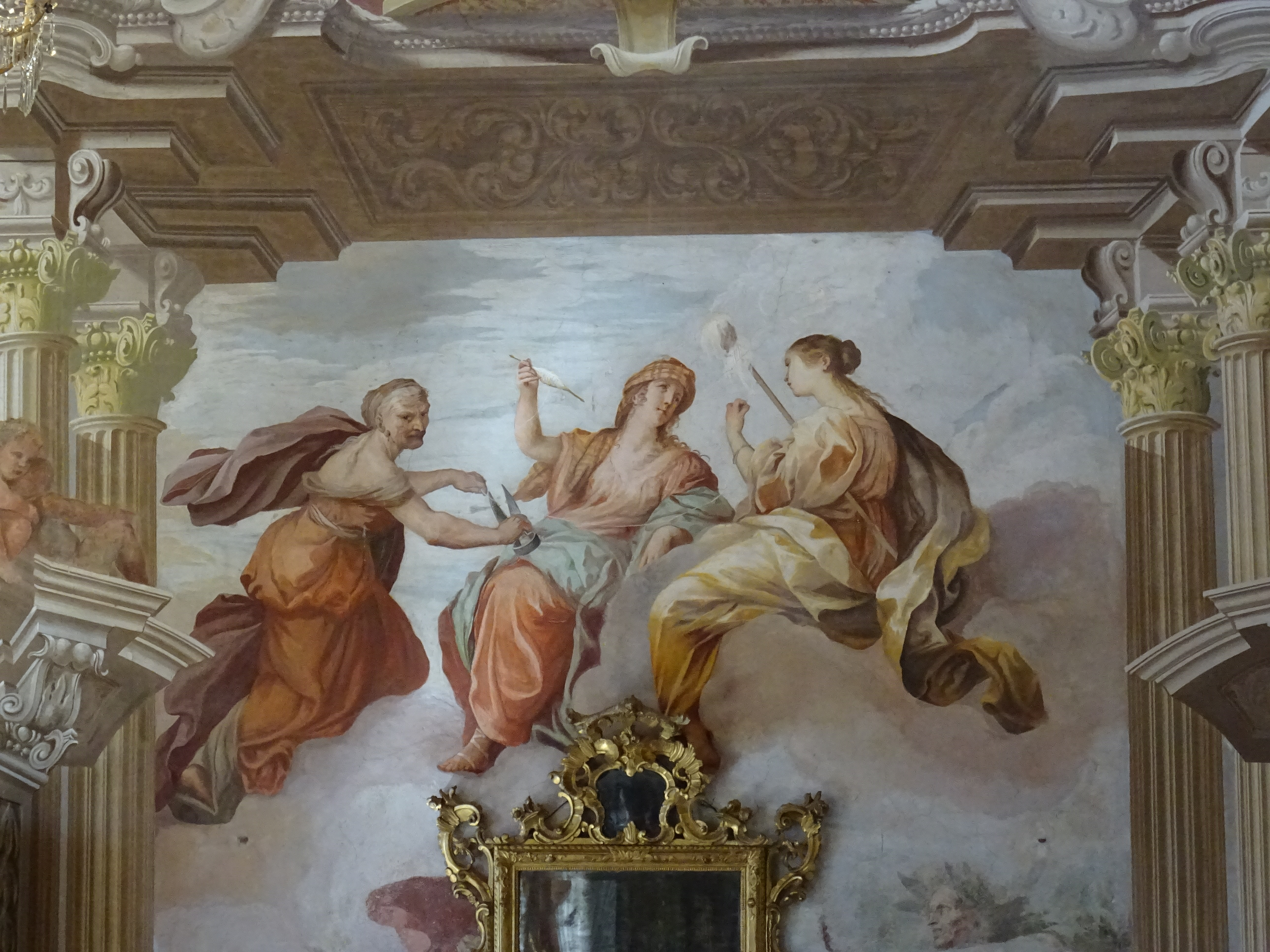
Affresco delle Moire nel salone centrale

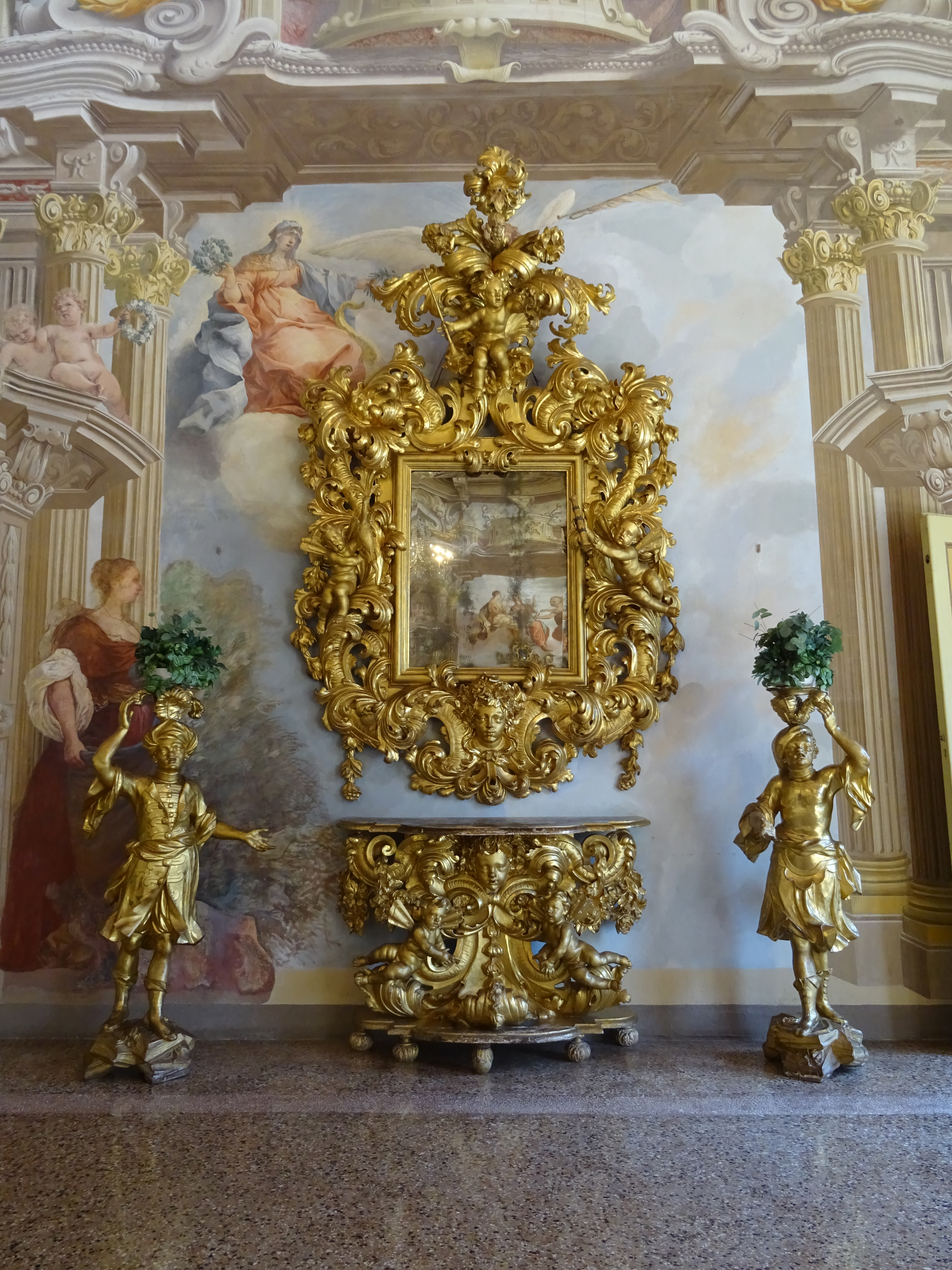
Mobilio barocco

Nel 1988 la villa ottenne il riconoscimento di "interesse storico ed artistico particolare" ed è oggi sottoposta a vincolo da parte della Soprintendenza Archeologica Belle Arti e Paesaggio per le province di Lucca e Massa-Carrara. 
Immaginata come luogo di delizie e di eventi mondani, villa Dosi Delfini rappresenta al meglio lo spirito barocco del suo tempo, intrecciando natura, architettura e decorazione artistica. L'edificio ha una forma centrale ad H ed è fiancheggiata da due giardini pensili; a monte è incorniciata da un vigneto terrazzato, dove ancora crescono vitigni autoctoni.
All'esterno, la villa presenta una facciata sobria, le cui cromie ricordano le ville medicee rinascimentali, ma fronteggiata da un'imponente scala a tenaglia. L'ingresso conduce direttamente nel grande salone delle feste, a doppio livello, interamente decorato ad affresco da Francesco Natali e Alessandro Gherardini.
Attorno al salone si trovano nove stanze di rappresentanza, tutte affrescate e arredate in stile con mobilio, dipinti e lampadari della collezione di famiglia: il salotto rosso, la sala da biliardo, la sala dei ritratti, la biblioteca, la cappella privata di famiglia, la sala da pranzo, il salotto ottocentesco, le camere da letto.
Ogni ambiente e ogni oggetto raccontano storie e curiosità di un mondo raffinato e colto, attento ai particolari, dove tutto era attentamente studiato per meravigliare e regalare spunti di stupore agli ospiti della famiglia.